# Kenny Clark
Kenneth William "Kenny" Clark (1 november 1961) is een Schots voormalig voetbalscheidsrechter. Hij was in dienst van FIFA en UEFA tussen 1994 en 2006. Ook leidde hij tot 2008 wedstrijden in de Scottish Premier League.
Op 13 september 1994 maakte Clark zijn debuut in Europees verband tijdens een wedstrijd tussen FC Twente en Kispesti Honvéd in de UEFA Cup; het eindigde in 1–4 en de Schot trok viermaal een gele kaart, waarvan twee aan dezelfde speler. Zijn eerste interland floot hij op 22 mei 1997, toen Zweden met 2–2 gelijkspeelde tegen Polen. Clark deelde tijdens dit duel één gele kaart uit.

## Interlands
| Datum            | Plaats                 | Wedstrijd                 | Uitslag | Competitie           | Kreeg geel | Kreeg voor de tweede keer geel en dus rood | Weggestuurd |
| ---------------- | ---------------------- | ------------------------- | ------- | -------------------- | ---------- | ------------------------------------------ | ----------- |
| 22 mei 1997      | Solna, Zweden          | Zweden – Polen            | 2 – 2   | Vriendschappelijk    | 1          | 0                                          | 0           |
| 6 juni 1998      | Brussel, België        | België – Paraguay         | 1 – 0   | Vriendschappelijk    | 2          | 0                                          | 0           |
| 19 augustus 1998 | Oslo, Noorwegen        | Noorwegen – Roemenië      | 0 – 0   | Vriendschappelijk    | 1          | 0                                          | 0           |
| 16 augustus 2000 | Reykjavik, IJsland     | IJsland – Zweden          | 2 – 1   | Vriendschappelijk    | 2          | 0                                          | 0           |
| 28 februari 2001 | Belfast, Noord-Ierland | Noord-Ierland – Noorwegen | 0 – 4   | Vriendschappelijk    | 1          | 0                                          | 0           |
| 17 april 2002    | Belfast, Noord-Ierland | Noord-Ierland – Spanje    | 0 – 5   | Vriendschappelijk    | 0          | 0                                          | 0           |
| 22 mei 2003      | Oslo, Noorwegen        | Noorwegen – Finland       | 2 – 0   | Vriendschappelijk    | 0          | 0                                          | 0           |
| 11 juni 2003     | Serravalle, San Marino | San Marino – Hongarije    | 0 – 5   | EK 2004 kwalificatie | 3          | 0                                          | 0           |
| 9 februari 2005  | Almería, Spanje        | Spanje – San Marino       | 5 – 0   | WK 2006 kwalificatie | 0          | 0                                          | 0           |